# Заломаево (железнодорожный разъезд, Костромская область)
Заломаево — железнодорожный разъезд в Буйском районе Костромской области. Входит в состав Центрального сельского поселения.

## География
Находится в западной части Костромской области на расстоянии приблизительно 16 км на северо-запад по прямой от районного центра города Буй  недалеко от деревни Заломаево.

## История
Разъезд появился в ходе строительства участка Вологда-Буй Северной железной дороги (1905—1906 года). Название связано с ближайшей деревней.

## Население
Постоянное население составляло 2 человека в 2002 году (русские 100 %), 2 в 2022.